# Jean-Arnold de Clermont
Pour les articles homonymes, voir Clermont.
Jean-Arnold de Clermont, né à Paris, le 22 octobre 1941, est un pasteur protestant français. Il est président du Conseil de la Fédération protestante de France de 1999 à 2007 et président de la Conférence des Églises européennes de 2003 à 2009.

## Biographie
Jean-Arnold de Clermont est issu d'une famille protestante. Il est élève à l'école des Roches, puis fait des études de théologie et devient pasteur de l'Église réformée de France en 1967. Il exerce son ministère à Bangui, en République centrafricaine au service de l'Église protestante du Christ-Roi durant quatre ans. Engagé dans le secteur jeunesse, il y crée le Centre protestant pour la jeunesse de Bangui. Il est également chargé de mission auprès des soudanais réfugiés en République centrafricaine pour le Conseil œcuménique des Églises.
À son retour en France, il occupe le poste de secrétaire à l'animation au Service protestant de Mission-Défap, de 1972 à 1978. Il est pasteur de l'Église réformée de France à Rouen de 1978 à 1985, puis il est élu président du Conseil régional Nord-Normandie en 1985. Il est aussi membre de 1978 à 1994 de l'équipe de formation permanente du diocèse de Rouen. Il assure la présidence du département Information-Communication de la Fédération protestante de France de 1977 à 1983.
En 1994, il devient pasteur du temple protestant du Saint-Esprit de Paris. Il est élu membre du conseil de la Fédération protestante de France en 1984 et en devient le neuvième président de 1999 à 2007. Il est président de la Conférence des Églises européennes de 2003 à 2009.

## Vie privée
Jean Arnold de Clermont est le petit-fils de Jacques Guerlain, dirigeant de l'entreprise de parfumerie Guerlain et de son épouse Andrée Bouffet (1884-1965), fille du préfet Gabriel Bouffet.